# Peter Friedman (Schauspieler)

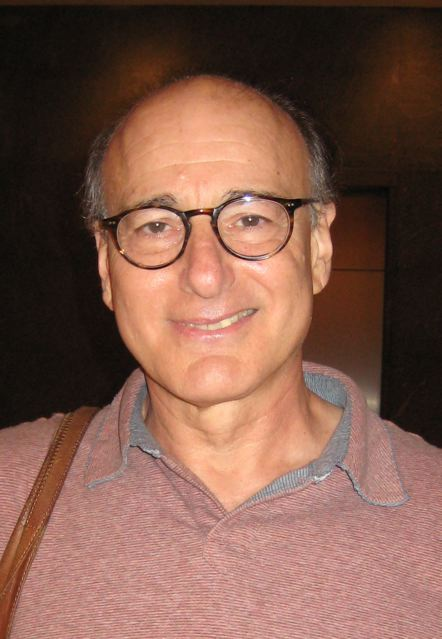
Peter Friedman (2010)

Peter Friedman (* 24. April 1949 in New York City) ist ein US-amerikanischer Schauspieler.

## Leben
Friedman studierte an der Hofstra University in Hempstead und trat dort bereits während des Studiums in Theaterinszenierungen auf der Hofstra Globe Stage auf.
Er begann seine Karriere Anfang der 1970er Jahre am Theater in seiner Heimatstadt New York City, wo er am Broadway und Off-Broadway auftrat. Ab den 1980er Jahren war er auch verstärkt in Film- und Fernsehproduktionen zu sehen. Unter der Regie von Sidney Lumet trat er in den Filmen Prince of the City (1981) und Daniel (1983) auf. Im Horrorfilm Das siebte Zeichen übernahm Friedman 1988 die Rolle des Pater Lucci. Von 1991 bis 1993 übernahm Friedman in 33 Episoden der Dramaserie Brooklyn Bridge die Rolle des George Silver. In Todd Haynes′ Psychodrama Safe war er 1995 an der Seite von Julianne Moore als New-Age-Guru Peter Dunning zu sehen. In Mary Harrons Filmbiografie I Shot Andy Warhol übernahm er 1996 die Rolle des Fernsehmoderators Alan Burke. Friedman trat von 2016 bis 2018 als Hank Armstrong in der Dramaserie The Path und von 2018 bis 2023 als Medien-Manager Frank Vernon in der Serie Succession auf. In Maria Schraders Drama She Said verkörperte er 2022 den Juristen Lanny Davis.
Für seine Theaterarbeiten war Friedman mehrfach für Preise wie den Drama Desk Award oder den Lucille Lortel Award nominiert. 2014 wurde er gemeinsam mit Hannah Bos, Michael Countryman, Danny McCarthy und Carolyn McCormick für die Ensembleleistung im Stück The Open House bei den Drama Desk Awards mit einem Special Award ausgezeichnet.
Friedman war von 1990 bis 2002 mit Schauspielkollegin Joan Allen verheiratet. Aus der Ehe ging 1994 eine Tochter hervor.

## Filmografie
- 1976: Sesamstraße (Sesame Street, Fernsehserie, 2 Episoden, Sprechrollen)
- 1976–1978: Die Muppet Show (The Muppet Show, Fernsehserie, 9 Episoden, Sprechrollen)
- 1980: Christmas Evil
- 1981: Prince of the City
- 1983: Die Macht der Mächtigen (Rage of Angels, Fernsehfilm)
- 1983: Daniel
- 1984: Piaf (Fernsehfilm)
- 1985: Finnegan Begin Again (Fernsehfilm)
- 1985: Miami Vice (Fernsehserie, 1 Episode)
- 1988: Das siebte Zeichen (The Seventh Sign)
- 1988: Hothouse (Fernsehserie, 2 Episoden)
- 1991: The Days and Nights of Molly Dodd (Fernsehserie, 1 Episode)
- 1991: Unschuldig angeklagt (Guilty Until Proven Innocent, Fernsehfilm)
- 1991–1993: Brooklyn Bridge (Fernsehserie, 33 Episoden)
- 1992: Weiblich, ledig, jung sucht … (Single White Female)
- 1993: Blink – Tödliche Augenblicke (Blink)
- 1994, 2002, 2009: Law & Order (Fernsehserie, 3 Episoden)
- 1995: Safe
- 1995: Verlorene Träume (The Heidi Chronicles, Fernsehfilm)
- 1996: I Shot Andy Warhol
- 1996: Ich bin nicht Rappaport (I’m Not Rappaport)
- 1997: In the Presence of Mine Enemies (Fernsehfilm)
- 2000: Es geschah in Boulder (Perfect Murder, Perfect Town: JonBenét and the City of Boulder, Miniserie)
- 2001: Männerzirkus (Someone Like You …)
- 2002: Two Against Time (Fernsehfilm)
- 2002: Power and Beauty (Fernsehfilm)
- 2003: New York Cops – NYPD Blue (NYPD Blue, Fernsehserie, 1 Episode)
- 2003: Without a Trace – Spurlos verschwunden (Without a Trace, Fernsehserie, 1 Episode)
- 2003: Paycheck – Die Abrechnung (Paycheck)
- 2004: King of the Corner
- 2006: Das Gesicht der Wahrheit (Freedomland)
- 2006: Heist (Fernsehserie, 1 Episode)
- 2006: Unconscious
- 2006: Ghost Whisperer – Stimmen aus dem Jenseits (Ghost Whisperer, Fernsehserie, 1 Episode)
- 2007: Die Geschwister Savage (The Savages)
- 2007: Spinning Into Butter
- 2007: I’m Not There
- 2007: Damages – Im Netz der Macht (Damages, Fernsehserie, 1 Episode)
- 2008: Synecdoche, New York
- 2009: The Messenger – Die letzte Nachricht (The Messenger)
- 2009: Breaking Upwards
- 2010: Ein letzter Sommer – Harvest (Harvest)
- 2010: Love and other Drugs – Nebenwirkung inklusive (Love & Other Drugs)
- 2011: Coming Up Roses
- 2012: Made in Jersey (Fernsehserie, 1 Episode)
- 2012: 666 Park Avenue (Fernsehserie, 1 Episode)
- 2013: Side Effects – Tödliche Nebenwirkungen (Side Effects)
- 2013: Person of Interest (Fernsehserie, 1 Episode)
- 2014: Submissions Only (Fernsehserie, 1 Episode)
- 2015: Keep in Touch
- 2015: The Affair (Fernsehserie, 3 Episoden)
- 2016: 5 Doctors
- 2016: The Marvelous Mrs. Maisel (Fernsehserie, 1 Episode)
- 2016–2018: The Path (Fernsehserie, 23 Episoden)
- 2016–2018: High Maintenance  (Fernsehserie, 2 Episoden)
- 2018–2023: Succession (Fernsehserie, 39 Episoden)
- 2019: Adult Ed. (Fernsehserie, 2 Episoden)
- 2019: Masters of Doom (Fernsehfilm)
- 2020, 2022: The Accidental Wolf (Fernsehserie, 2 Episoden)
- 2022: She Said
- 2023: The Marvelous Mrs. Maisel (Fernsehserie, 6 Episoden)
- 2023: Carmen & Moony (Kurzfilm)

## Theatrografie
- 1972–1973: The Great God Brown (Lyceum Theatre, New York City)
- 1972–1973: Don Juan (Lyceum Theatre, New York City)
- 1973–1974: The Visit (Ethel Barrymore Theatre, New York City)
- 1973–1974: Chemin de Fer (Ethel Barrymore Theatre, New York City)
- 1973–1974: Holiday (Ethel Barrymore Theatre, New York City)
- 1974: Love for Love (Helen Hayes Theatre, New York City)
- 1974: The Rules of the Game (Helen Hayes Theatre, New York City)
- 1979: Big and Little (Marymount Manhattan Theatre, New York City)
- 1979: Warriors from a Long Childhood (American Place Theatre, New York City)
- 1981: Piaf (Plymouth Theatre, New York City)
- 1981–1983: A Soldier′s Play (Theater Four, New York City)
- 1983: Becoming Memories (South Street Theatre, New York City)
- 1983–1984: And a Nightingale Sang… (Mitzi E. Newhouse Theater, New York City)
- 1986: Execution of Justice (Virginia Theatre, New York City)
- 1986–1987: The Common Pursuit (Promenade Theatre, New York City)
- 1988: The Heidi Chronicles (Playwrights Horizons, New York City)
- 1989: The Heidi Chronicles (Plymouth Theatre, New York City)
- 1989–1990: The Tenth Man (Mitzi E. Newhouse Theater, New York City)
- 1989–1990: The Tenth Man (Vivian Beaumont Theatre, New York City)
- 1993–1994: The Loman Family Picnic (New York City Center / Stage I, New York City)
- 1997–1998: Ragtime (Ford Center for the Performing Arts, New York City)
- 2002: My Old Lady (Promenade Theatre, New York City)
- 2004–2005: Twelve Angry Men (American Airlines Theatre, New York City)
- 2008: The Slug Bearers of Kayrol Island (or the Friends of Dr. Rushower) (Vineyard Theatre, New York City)
- 2009–2010: Circle Mirror Transformation (Playwrights Horizons / Peter Jay Sharp Theater, New York City)
- 2010: After the Revolution (Playwrights Horizons / Peter Jay Sharp Theater, New York City)
- 2011: The Shaggs: Philosophy of the World (Playwrights Horizons, New York City)
- 2012: The Great God Pan (Playwrights Horizons, New York City)
- 2013: The Hatmaker′s Wife (Playwrights Horizons / Peter Jay Sharp Theater, New York City)
- 2014: The Open House (Pershing Square Signature Center / The Romulus Linney Courtyard Theatre, New York City)
- 2014: Fly By Night: A New Musical (Playwrights Horizons, New York City)
- 2014: Jacuzzi (Ars Nova, New York City)
- 2015: The Nether (Lucille Lortel Theatre, New York City)
- 2016: Her Requiem (Claire Tow Theater, New York City)
- 2017: Sundown, Yellow Moon (McGinn-Cazale Theatre, New York City)
- 2017: Hamlet (Joseph Papp Public Theater / Anspacher Theater, New York City)
- 2017: The Treasurer (Playwrights Horizons, New York City)
- 2018: The Beast in the Jungle (Vineyard Theatre, New York City)
- 2023: Job (SoHo Playhouse, New York City)
- 2024: Job (Connelly Theater, New York City)
- 2024: Job (Helen Hayes Theater, New York City)